# Theeschütz
Theeschütz ist ein Dorf, das zur Ortschaft Mochau der Großen Kreisstadt Döbeln im sächsischen Landkreis Mittelsachsen gehört.

## Geographie
Das Platzdorf Theeschütz liegt südöstlich von Döbeln und nördlich von Roßwein etwa 500 m nordöstlich der A 14 auf etwa 261 m. Direkt südlich liegt Gertitzsch, östlich liegen die Orte Leschen und Choren. Direkt westlich liegt die Anschlussstelle Döbeln-Ost der A 14.

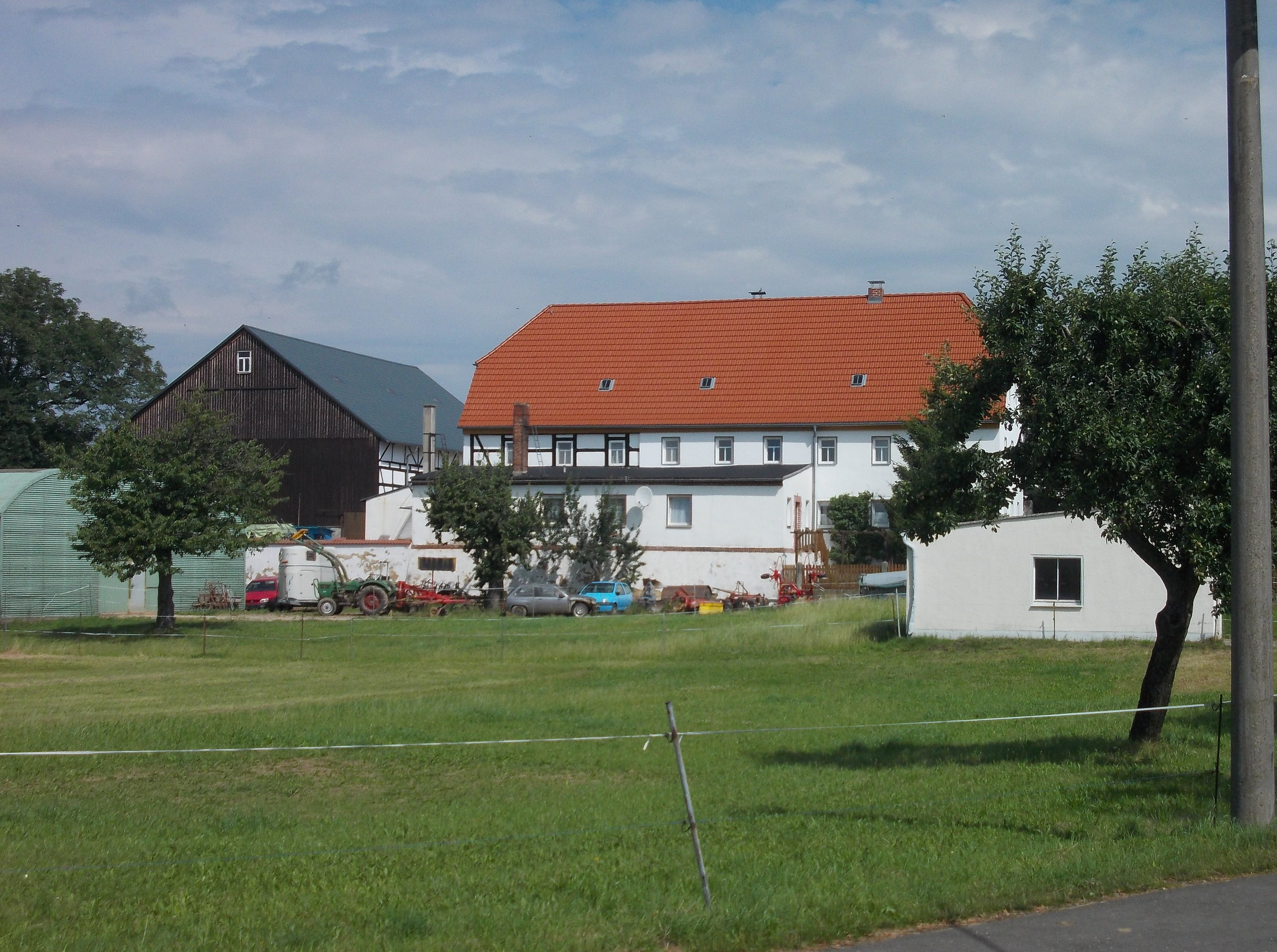
Bauerngehöft in Theeschütz

## Geschichte
Theeschütz wurde erstmals 1250 als Vtescuwicz erwähnt. Spätere Nennungen sind Uthescuicz, Utheschwicz (1251), Vterkwiz (1253), Thezcuytz (1314), Teswicz (1336), Teswicz, Teschwicz malum; Bose-Teschewicz (1378), Theschicz (1428), Teschewicz (1501), Teschitz (um 1600), Theschuͤtz (1768), Theschütz, vulgo Dieschz (1824). Theeschütz war im 16. Jahrhundert nach Mochau gepfarrt und gehört heute zur Kirchgemeinde Rüsseina. 1552 war der Ort dem Kloster Altzelle untertänig, später war es Amtsdorf. Entsprechend seiner Lage gehörte das Dorf 1378 zum castrum Meißen, später zum kur- und königlich-sächsischen Amt Nossen, dem Gerichtsamt Roßwein und der Amtshauptmannschaft bzw. dem (Land-)Kreis Döbeln, bis dieser 2008 im Landkreis Mittelsachsen aufging.
Zur selbständigen Landgemeinde gehörte ein Anteil des Ortes Juchhöh. 1950 wurde Gertitzsch nach Theeschütz eingemeindet. Theeschütz wurde 1960 nach Lüttewitz eingemeindet, das später zu Lüttewitz-Dreißig und 1993 erneut zu Lüttewitz wurde. Seit 1996 gehörte Theeschütz zur Gemeinde Mochau, die seit 2016 ein Ortsteil Döbelns ist. Theeschütz ist heute ein offizieller Teil der Döbelner Ortschaft Mochau.
| Jahr          | 1552                           | 1764              | 1834 | 1871 | 1890 | 1910 | 1925                   | 1939 | 1946 | 1950 |
| ------------- | ------------------------------ | ----------------- | ---- | ---- | ---- | ---- | ---------------------- | ---- | ---- | ---- |
| Einwohnerzahl | 10 besessene Mann, 24 Inwohner | 11 besessene Mann | 111  | 155  | 115  | 133  | 122 (alles Lutheraner) | 107  | 161  | 337  |

## Belege
1. 1 2  Theeschütz – HOV | ISGV. Abgerufen am 31. Dezember 2023.
2. ↑  Große Kreisstadt Döbeln: Hauptsatzung der Großen Kreisstadt Döbeln. 13. Dezember 2019, abgerufen am 31. Dezember 2023.